# Megumi Yokoyama
Megumi Yokoyama (jap. 横山めぐみ, Yokoyama Megumi; * 31. Juli 1990) ist eine japanische Badmintonspielerin. 

## Karriere
Megumi Yokoyama wurde bei den Osaka International 2011 Dritte im Mixed mit Takatoshi Kurose. Bei den nationalen Meisterschaften des gleichen Jahres belegten beide ebenfalls Rang drei. Im Folgejahr siegte sie bei den Singapur International 2012 im Damendoppel mit Asumi Kugo. Bei der Japan Super Series 2012 reichte es für beide dagegen nur zu Rang neun.

## Referenzen
- sports.renesas.com (Memento vom 10. August 2012 im Internet Archive)

| Personendaten    | Personendaten                 |
| ---------------- | ----------------------------- |
| NAME             | Yokoyama, Megumi              |
| ALTERNATIVNAMEN  | 横山めぐみ                    |
| KURZBESCHREIBUNG | japanische Badmintonspielerin |
| GEBURTSDATUM     | 31. Juli 1990                 |